# Whitney Young
Whitney Moore Young (Lincoln Ridge, 31 de julho de 1921 — Lagos, Nigéria, 11 de março de 1971) foi um defensor dos direitos humanos norte-americano. Gastou a maioria da sua vida a trabalhar para acabar com a discriminação de emprego nos Estados Unidos e transformou a Liga Urbana Nacional de uma organização de direitos humanos relativamente passiva numa extremamente agressiva.

## Vida e carreira
O pai de Young era o presidente do Instituto Lincoln, onde ele estudou e cresceu. Sua mãe, Laura Young, foi a primeira carteira afro-americana em Kentucky e a segunda nos Estados Unidos. Depois de se formar no Instituto como orador oficial, Young recebeu o licenciamento em ciências pelo Colégio Estadual de Kentucky para Negros, uma instituição historicamente dedicada à educação dos afro-americanos. Em Kentucky, Young foi membro do Alpha Phi Alpha, a primeira faculdade que aceitou afro-americanos.
Durante a Segunda Guerra Mundial, Young aprendeu engenharia eléctrica, e chegou a ser nomeado para uma tripulação de soldados negros supervisionados por oficiais brancos.